# Parque Nacional Desna-Starogutsky
O Parque Nacional Desna-Starogutsky (em ucraniano:  Деснянсько-Старогутський національний природний парк) (também: "Desniansko-Starohutskyi") abrange uma secção intermédia do rio Desna, no nordeste da Ucrânia, representando uma variedade de zonas húmidas e paisagens florestais mistas da região da Polésia oriental. O parque contém duas secções, uma nas planícies de inundação de Desna e a outra na região sul da floresta de Bryansk, na fronteira russa. A área é relativamente limpa, ecologicamente, estando livre da zona radiológica e estando numa região não industrial. O parque fica no distrito administrativo de Seredyna-Buda Raion, no Oblast de Sumy. Um componente do parque é um local pantanoso de Ramsar, de importância internacional.